# Чарна-Домбрувка (Битівський повіт)
Чарна-Домбрувка (пол. Czarna Dąbrówka, (каш. Czôrnô Dąbrówka, нім. Schwarz Damerkow) — село в Польщі, у гміні Чарна Домбрувка Битівського повіту Поморського воєводства.
Населення — 1110 осіб (2011).
У 1975-1998 роках село належало до Слупського воєводства.

## Демографія
Демографічна структура станом на 31 березня 2011 року:
|          | Загалом | Допрацездатний вік | Працездатний вік | Постпрацездатний вік |
| -------- | ------- | ------------------ | ---------------- | -------------------- |
| Чоловіки | 575     | 122                | 416              | 37                   |
| Жінки    | 535     | 106                | 335              | 94                   |
| Разом    | 1110    | 228                | 751              | 131                  |